# Sauveterre (Gard)
Sauveterre é uma comuna francesa na região administrativa de Occitânia, no departamento de Gard. Estende-se por uma área de 13,09 km². Em 2010 a comuna tinha 2 098 habitantes (densidade: 160,3 hab./km²).